# Суйкінкуцу
Суйкінкуцу (яп. 水琴窟, буквально «печера водного кото») — японське садове музичне пристосування, що складається з перевернутого, заритого в землі глечика, над яким розташовується калюжка води. Краплі води поступово проникають у глечик через отвори в денці та видають приємні булькаючі звуки, що формують нескладні мелодії. Звуки суйкінкуцу можна порівняти зі дзвіночком або японською цитрою кото. Часто суйкінкуцу обладнають біля японського рукомийника чьоцубаци для миття рук перед чайною церемонією.

## Історія

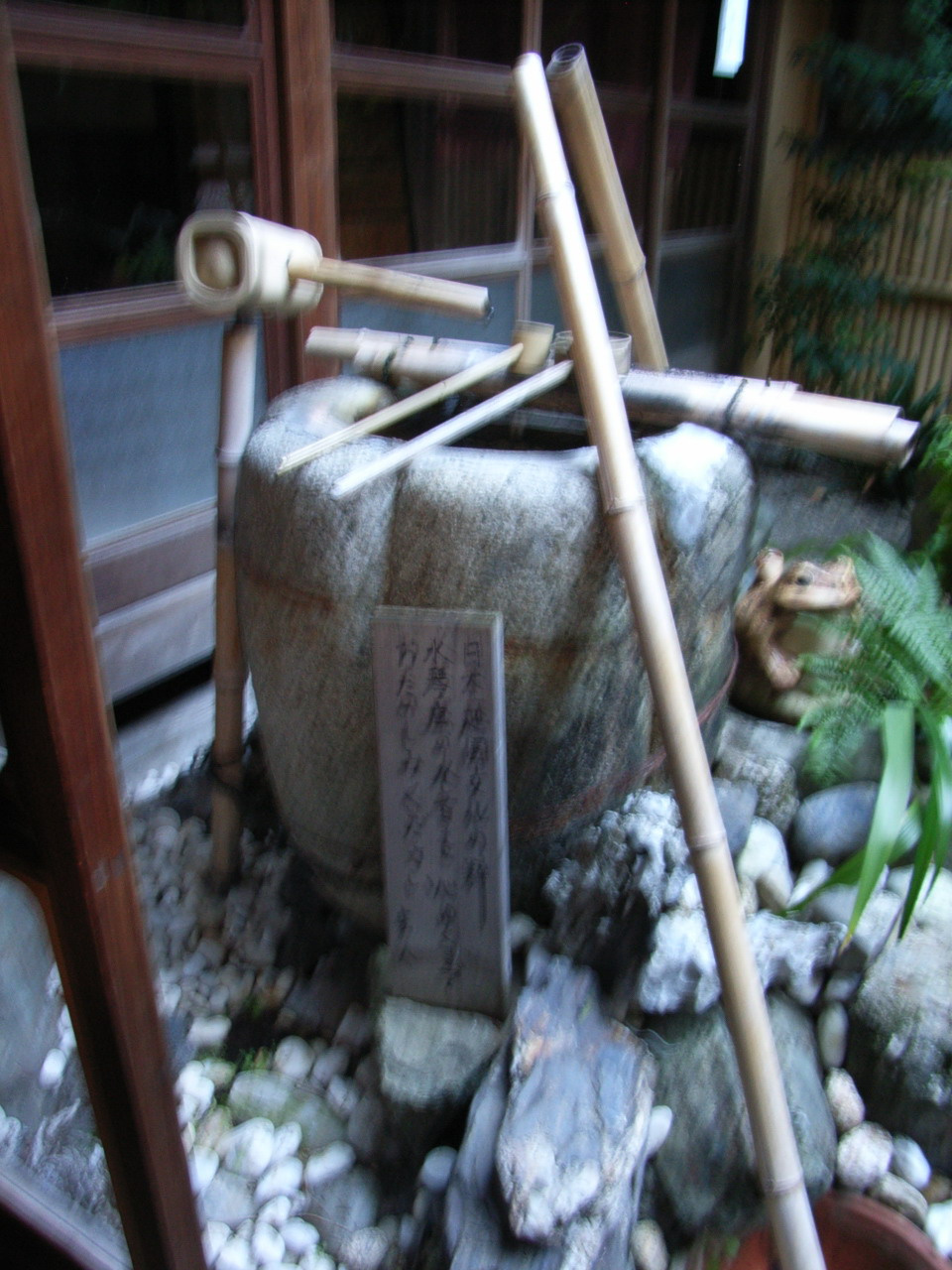
Суйкінкуцу з бамбуковими трубками для слухання звуку, Ise

Спочатку інструмент носив назву тосуймон (яп. 洞水門) та не використовувався в японських садах. Розповідають, що одного разу для дренажу саду був використаний глечик з отвором, і садівники, здивувавшись витонченому звуку, стали обладнувати сади такими конструкціями. Популярність сайкінкуцу зросла в період Едо (1603—1867), коли були впроваджені рукомийники чьоцубаци. Винахідником суйкінкуцу вважають майстра чайних церемоній Кодорі Енсю.
До XX століття про мистецтво забули і до 1959 року в Японії змогли знайти лише два суйкінкуцу. У 1982 році в газеті «Асахі Сімбун» було докладно описано про суйкінкуцу, а в 1985 році центральний телеканал NHK організував серію передач і суйкінкуцу знову популяризувався.

## Конструкція

### Традиційна
Усі компоненти суйкінкуцу повинні бути налаштовані з високою точністю та виконані гранично акуратно для отримання хороших акустичних характеристик. Історично використовували глечики для зберігання рису або води, керамічні глазуровані або неглазуровані. Пізніше стали використовувати металеві глечики, особливо в комерційних суйкінкуцу, а більш грубі керамічні глечики вважаються найкращими. Висота глека — від 30 см до 1 м Шийка має діаметр близько 2 см. Суйкінкуцу дзвенить подібно дзвіночку, але якщо глечик з тріщиною, звук різко втрачає якість.

### Модернізовані варіанти

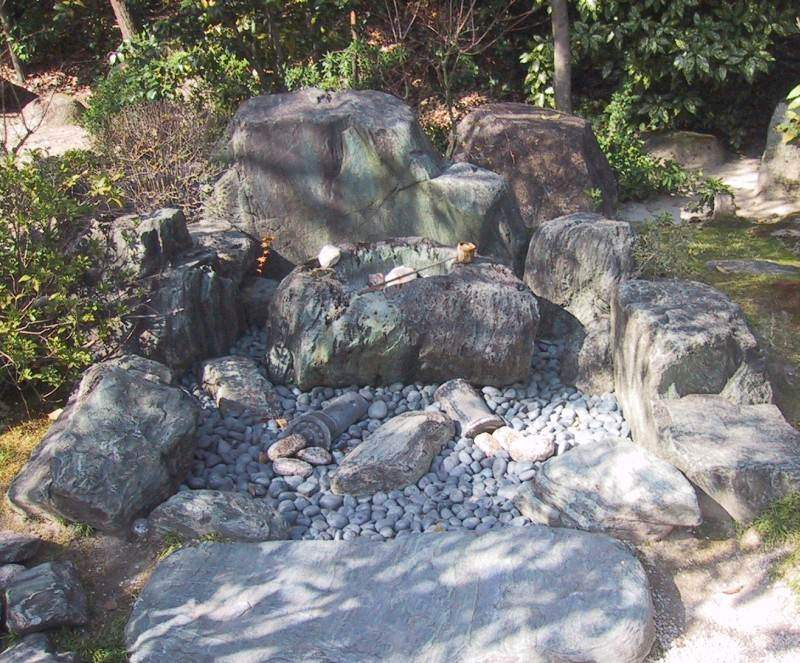
Подвійний суйкінкуцу у фортеці Івасаки, Ниссин, Аїті

У пізній час з'явилося чимало удосконалень суйкінкуцу.
- Сучасні суйкінкуцу не обов'язково встановлюють біля рукомийника.
- Суйкінкуцу будують на безперервному потоці води.
- Останнім часом виготовляють суйкінкуцу з металевими глечиками.
- Пристрої, подібні суйкінкуцу, встановлюють у парках як частина скульптурних композицій.
- Суйкінкуцу будують всередині житлових приміщень.
- У ресторанах або магазинах комерційні суйкінкуцу покращуються системою електронного підсилення звуку і відтворення через гучномовці.
- Додають труби для переносу звуку.

## Філософія
Важливою ідеєю суйкінкуцу є те, що інструмент прихований і звуки виникають з-під землі. Це вражає гостей, які приходять мити руки. Церемонія миття рук перетворилася на гру на прихованому музичному інструменті. Звук капаючої води заспокоює і приносить насолоду.